# Mimosa taxifolia
Mimosa taxifolia là một loài thực vật có hoa trong họ Đậu. Loài này được (Willd.) Poir. miêu tả khoa học đầu tiên năm 1810.